# Richie Ennin
Richlord Ennin, detto Richie (Toronto, 17 settembre 1998), è un calciatore canadese, attaccante svincolato.

## Caratteristiche tecniche
È un centravanti.

## Carriera

### Club
Cresciuto nel settore giovanile del Toronto FC, gioca per due stagioni con la squadra riserve nella seconda divisione statunitense prima di rimanere svincolato nel 2017; successivamente si trasferisce in Italia dove gioca in Serie D per due stagioni con le maglie di Isola Capo Rizzuto e Castrovillari.
Trasferitosi allo Spartaks Jūrmala nel 2019, dopo una stagione viene prestato prima in Lituania allo Žalgiris, poi in Russia al Tom' Tomsk in seconda divisione, ed al Nižnij Novgorod l'anno seguente, approdando così nella massima serie.
Nell'estate del 2022 va in prestito agli ungheresi dell'Honvéd, segnando la prima rete con la squadra rossonera il 21 agosto, nella vittoria 2-1 nel derby cittadino contro il Vasas arrivata in rimonta. Al termine della stagione culminata con la retrocessione in seconda divisione, torna al suo club di appartenenza non venendo riscattato.

### Nazionale
Il 6 marzo 2015 risponde alla convocazione della nazionale canadese Under-17 giocando due incontri, l'anno seguente viene convocato per alcune amichevoli senza mai essere utilizzato con l'Under-18, mentre l'anno successivo è la volta della chiamata dell'Under-20 giocando due partite.

## Statistiche
Statistiche aggiornate al 10 ottobre 2022.

### Presenze e reti nei club
| Stagione              | Squadra               | Campionato            | Campionato | Campionato | Coppe nazionali | Coppe nazionali | Coppe nazionali | Coppe continentali | Coppe continentali | Coppe continentali | Altre coppe | Altre coppe | Altre coppe | Totale | Totale | Totale |
| Stagione              | Squadra               | Comp                  | Pres       | Reti       | Comp            | Pres            | Reti            | Comp               | Pres               | Reti               | Comp        | Pres        | Reti        | Pres   | Reti   |        |
| --------------------- | --------------------- | --------------------- | ---------- | ---------- | --------------- | --------------- | --------------- | ------------------ | ------------------ | ------------------ | ----------- | ----------- | ----------- | ------ | ------ | ------ |
| 2015                  | Toronto FC III        | L1O                   | 11         | 7          |                 | -               | -               |                    | -                  | -                  |             | -           | -           | 11     | 7      |        |
| 2016                  | Toronto FC III        | L1O                   | 23         | 6          |                 | -               | -               |                    | -                  | -                  |             | -           | -           | 23     | 6      |        |
| Totale Toronto FC III | Totale Toronto FC III | Totale Toronto FC III | 34         | 13         |                 | -               | -               |                    | -                  | -                  |             | -           | -           | 34     | 13     |        |
| 2015                  | Toronto FC II         | USL                   | 1          | 0          |                 | -               | -               |                    | -                  | -                  |             | -           | -           | 1      | 0      |        |
| 2016                  | Toronto FC II         | USL                   | 4          | 0          |                 | -               | -               |                    | -                  | -                  |             | -           | -           | 4      | 0      |        |
| Totale Toronto FC II  | Totale Toronto FC II  | Totale Toronto FC II  | 5          | 0          |                 | -               | -               |                    | -                  | -                  |             | -           | -           | 5      | 0      |        |
| nov.2017-2018         | Isola Capo Rizzuto    | D                     | 18         | 0          | CI-D            | -               | -               |                    | -                  | -                  |             | -           | -           | 18     | 0      |        |
| 2018-2019             | Castrovillari         | D                     | 12         | 3          | CI-D            | 2               | 0               |                    | -                  | -                  |             | -           | -           | 14     | 3      |        |
| 2019                  | Spartaks Jūrmala      | VL                    | 22         | 5          | CL+CdL          | 0               | 0               |                    | -                  | -                  |             | -           | -           | 22     | 5      |        |
| 2020                  | Žalgiris              | A                     | 11         | 4          | CL              | 1               | 1               | UEL                | 1                  | 0                  | SL          | 1           | 0           | 14     | 5      |        |
| 2020-2021             | Tom' Tomsk            | 1D                    | 19         | 4          | CR              | 0               | 0               |                    | -                  | -                  |             | -           | -           | 19     | 4      |        |
| 2021-2022             | Nižnij Novgorod       | PL                    | 19         | 1          | CR              | 2               | 0               |                    | -                  | -                  |             | -           | -           | 21     | 1      |        |
| 2022-2023             | Honvéd                | NBI                   | 21         | 2          | MK              | 2               | 0               | -                  | -                  | -                  | -           | -           | -           | 23     | 2      |        |
| Totale carriera       | Totale carriera       | Totale carriera       | 161        | 32         |                 | 7               | 1               |                    | 1                  | 0                  |             | 1           | 0           | 168    | 33     |        |

## Palmarès

### Club

#### Competizioni nazionali
- Supercoppa di Lituania: 1

Žalgiris: 2020